# Йохан II (Холщайн-Кил)
Йохан II фон Холщайн-Кил с „едното око“ (на немски: Johann II von Holstein-Kiel, „der Einäugige“; * 1253; † 1321) от род Шауенбург е граф на Холщайн-Кил (1263 – 1316).
Той е вторият син на граф Йохан I фон Холщайн-Кил († 1263) и съпругата му Елизабет Саксонска († 1293/1306), дъщеря на херцог Албрехт I от Саксония († 1261) и Агнес от Тюрингия († 1261). Брат е на Адолф V (ок. 1252 – 1308), граф на Холщайн-Кил (1263 – 1273) и Холщайн-Зегеберг (1273 – 1308) и Албрехт († 1300), 1283 г. каноник в Хамбург.
След смъртта на баща му през 1263 г. Йохан II го наследява заедно с брат си Адолф V. Опекун на братята става чичо им граф Герхард I фон Холщайн-Итцехое († 1290). Майка му Елизабет се омъжва втори път през 1265 г. за Конрад I граф на Брена.
През 1273 г. страната се разделя между Йохан II и брат му Адолф V, и чичо им Герхард I, който си осигурява Графство Шаумбург. Йохан получава частта Кил, Адолф V получава Холщайн-Зегеберг.
Йохан II се настанява в резиденцията си замъка на Кил. След смъртта на останалия му бездетен брат Адолф V, той получава през 1308 г. и неговата част.
Двата му сина умират. Скоро след неестествената смърт на двата му сина, неговите роднини, графовете Герхард III фон Холщайн-Рендсбург и Йохан III фон Холщайн-Пльон, вземат териториите на Килската линия. Йохан II е свален през 1316 г. и живее до смъртта си 1321 г. от доходите на град Кил и близката му околност.
Прякорът си той получава от нещастното хвърляне на пилешки кокал от неговия дворцов нар. Оттогава той ослепява с едното око.

## Фамилия
Йохан II се жени ок. 1276 г. за принцеса Маргарета Кристофдотер Датска († 2 февруари 1306), дъщеря на датския крал Кристофер I († 1259) и принцеса Маргарет Самбирия Померанска († 1282). Тя е сестра на крал Ерик V 'Клипинг' († 1286). Те имат два сина:
- Адолф VII († 1315 убит), граф на Холщайн-Шаумбург-Зегеберг, женен сл. 18 октомври 1312 г. за Лиутгард фон Мекленбург (ок. 1289/1290 – 1352), дъщеря на княз Йохан III фон Мекленбург († 1289).[5] Той е убит в леглото от дворцовия хауптман Хартвиг Ревентлов.
- Кристоф (1296 – 1313), умира при падане от прозорец в един от замъците.

## Печат
S(IGILLUM)*IOHANNIS*COMITIS*HOLTZATIE (Siegel Johanns Graf von Holstein)